# Выборы в Верховный Совет РСФСР (1959)
Безальтернативные выборы в Верховный Совет РСФСР V-го созыва прошли 1 марта 1959 года.

## Предшествующие события
Выборы в Верховный Совет РСФСР V-го созыва проходил в рамках продолжающийся хрущёвской оттепели и десталинизации. Параллельно шёл процесс легализации потребительских кредитов для покупки товаров длительного пользования, отменён налог на бездетность, а  хрущёвская антирелигиозная кампания находилась в самом разгаре своей деятельности.

## Ход выборов
Выборы в V-й созыв ВС РСФСР проходили согласно Положению о выборах в Верховный Совет РСФСР, утвержденного указом президиума Верховного совета РСФСР от 11 декабря 1950 года.

## Итог
| Состав V-го созыва ВС РСФСР | Состав V-го созыва ВС РСФСР | Состав V-го созыва ВС РСФСР | Состав V-го созыва ВС РСФСР | Состав V-го созыва ВС РСФСР |
| Партия                      | Голосов                     | %                           | Мест                        | Изменение                   |
| --------------------------- | --------------------------- | --------------------------- | --------------------------- | --------------------------- |
| КПСС                        | N/A                         | N/A                         | 835                         | ▲39, 0%                     |
| Беспартийные                | N/A                         | N/A                         | 0                           | ▬ без изменений             |
| Прочие партии               | N/A                         | N/A                         | 0                           | ▬ без изменений             |
| Общий результат             | N/A                         | 100                         | 835                         | ▬ без изменений             |